# 'Anata
'Anata (àrab: عناتا, ʿAnātā) és una vila palestina de la governació de Jerusalem, a Cisjordània, situada 4 kilòmetres al nord-oest de la ciutat vella de Jerusalem. Segons l'Oficina Central Palestina d'Estadístiques tenia 14.085 habitants el 2016. La seva àrea és de 30,603 dúnams, dels quals la meitat resten en mans del Municipi de Jerusalem israelià i 1.654 en àrea construïda palestina. Des de 1967 'Anata està ocupada per Israel. Junt amb el camp de Shu'afat, la vila és gairebé envoltada pel Mur de Cisjordània, tallant-la de Jerusalem i els pobles circumdants excepte un punt de control a l'oest i una carretera al nord-est que dona accés a la resta de Cisjordània.

## Història
'Anata és un llogaret en un lloc antic, s'han reutilitzat pedres velles a les llars dels pobles i s'han trobat cisternes en roca, juntament amb coves i terrasses agrícoles antigues. Edward Robinson identificà 'Anata amb l'Anathoth bíblica, lloc de naixement de Jeremies, a les seves Recerques bíbliques a Palestina.
Hi ha ruïnes d'una església de l'era romana d'Orient, cosa que demostra que va ser habitada abans de la conquesta musulmana de Palestina pel primer califat islàmic al segle vii. Abans del setge de Jerusalem de 1187 contra els croats, el sultà aiúbida Saladí van situar la seva administració a 'Anata abans que s'instal·lés a Jerusalem.

### Època otomana
El poble va ser incorporat a l'Imperi Otomà en 1517 amb tota Palestina, i el 1596 'Anata va aparèixer en registres tributaris otomans dins lanàhiya d'al-Quds del liwà homònim. Tenia 10 llars musulmanes i pagava impostos sobre blat, ordi, cultius d'estiu, oliveres, fruiters, cabres i / o abelles.
La vila fou destruïda per Ibrahim Paixà en 1834 després d'una revolta àrab pro-otomana contra el domini egipci. Quan W. M. Thomson la va visitar en la dècada de 1850 la va descriure com un «vilatge petit i mig ruïnós, però va ser una vegada molt més gran, i sembla haver-hi tingut un mur al voltant, alguns fragments dels quals encara no són visibles.» Segons informació aportada per Clermont-Ganneau en 1874, la vila fou poblada per les famílies àrabs de Khirbet 'Almit, una milla al nord-est.
L'explorador francès Victor Guérin va visitar el lloc el 1863 i la va descriure com a petita, situada en un turó i amb uns 200 habitants. Socin va trobar una llista oficial de pobles otomans del 1870 en la qual 'Anata tenia 25 cases i una població de 70, encara que la població només incloïa els homes.
En 1883 el Survey of Western Palestine (SWP) del Fons per a l'Exploració de Palestina la va descriure com un «poble de dimensions moderades, les cases de pedra: es troba en una cresta que controla una bella vista al nord i l'est … Hi ha unes quantes oliveres al voltant del poble, i un pou a l'oest i una altra al sud-est.»
El 1896 es va estimar que la població d''Anata era d'unes 180 persones.

### Mandat Britànic de Palestina
En el cens de Palestina de 1922, dut a terme per les autoritats del Mandat Britànic, 'Anata tenia 285 musulmans, incrementada en el cens de 1931 a 438 musulmans en 98 cases.
En 1945 'Anata tenia 540 musulmans, amb 18,496 dúnams de terra, segons una enquesta de terra i població. D'aquests, 353 dúnams eren plantacions i regadiu, 2,645 usats per a cereals, mentre 35 dúnams eren sòl edificat.

### Després de 1948
Després de la Guerra araboisraeliana de 1948 i els acords d'armistici de 1949, 'Anata va quedar sota un règim d'ocupació jordana. En 1961 la població era de 852 habitants. Des de la Guerra dels Sis Dies en 1967, 'Anata ha romàs sota ocupació israeliana.
Segons l'ONG palestina Applied Research Institute–Jerusalem, els assentaments israelians d'Alon, Nofei Prat, Kfar Adumim i Almon han estat edificats en terres d''Anata.

### Santuaris

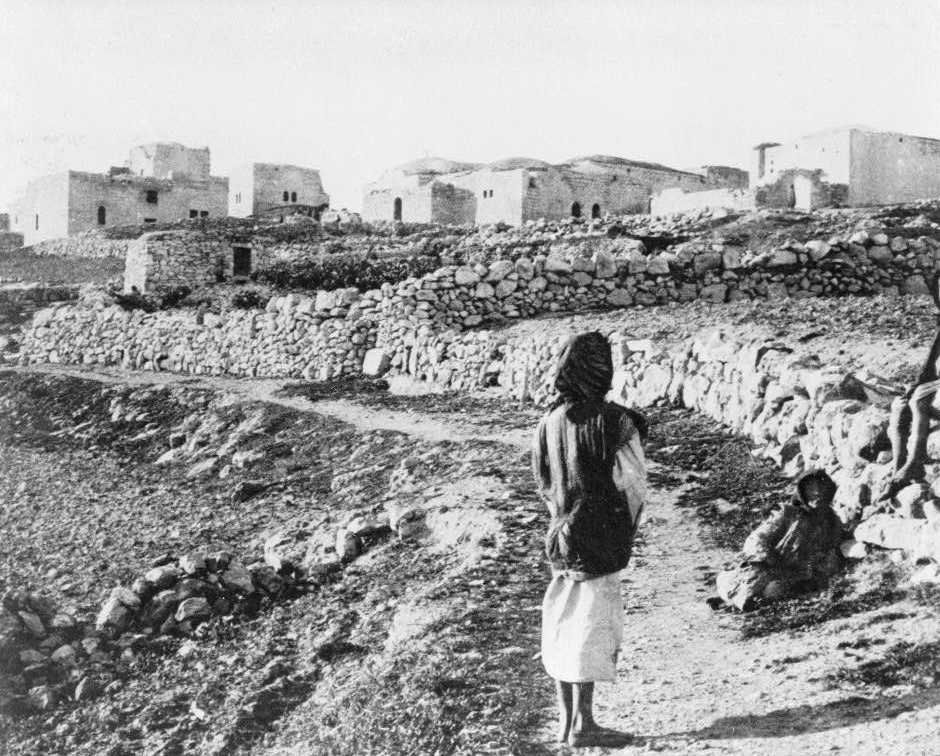
'Anata, entre 1900 i 1920

'Anata conté dos santuaris, dedicats a Sàlih i potser a Jeremies. La primera és una mesquita dedicada al profeta Sàlih (el bíblic Shelah, però la tomba de Sàlih es creu que es troba al poble de Nabi Salih al nord-oest. Aquest darrer santuari és una cova dedicada a un tal Rumia que, segons Charles Simon Clermont-Ganneau «sembla que ha estat connectat pel folklore amb el nom de Jeremies, la "je" inicial que s'elimina per afèresi com ocorre sovint en àrab.» Això significa que és molt possible que Rumia sigui una forma àrab de Jeremies.

## Govern
Abans de 1996 'Anata era governada per un mukhtar. Des d'aleshores es va establir un consell de vila. Segons el consell de vila d'Anata, el 97% de la seva terra fora de Jerusalem està sota control complet d'Israel. Els límits del poble abasten aproximadament 30.603 dúnams, encara que només 1.654 dúnams es designen com a sol urbà, la major part de la qual està sota l'administració civil de l'Autoritat Nacional Palestina i la seguretat sota Israel. Els límits del poble són de gran abast i s'estenen des de la mateixa "Anata" fins a l'est de l'assentament israelià d'Alon. La major part de la terra és un espai obert i poc desenvolupat amb poca o cap vegetació.